# Izumi (ferry)
Pour les articles homonymes, voir Izumi (homonymie).
L‘Izumi (いずみ, Izumi) est un ferry de la compagnie japonaise Hankyu Ferry. Construit entre 2014 et 2015 aux chantiers Mitsubishi Heavy Industries de Shimonoseki, il navigue depuis janvier 2015 sur les liaisons vers Kitakyūshū, au nord-est de l'île de Kyūshū, depuis Ōsaka.

## Histoire

### Origines et construction
Au début des années 2010, la compagnie Hankyu Ferry commence à se pencher sur le remplacement des jumeaux Ferry Settsu et Ferry Suou actuellement en service entre Ōsaka et Kitakyūshū. Dès 2013, la compagnie passe alors commande d'une nouvelle paire aux chantiers Mitsubishi Heavy Industries de Shimonoseki. 
Baptisés Izumi et Hibiki, les futurs navires constituent la première commande de navires neufs de Hankyu Ferry depuis plus de dix ans. Ils présentent des dimensions similaires à celles du Yamato et du Tsukushi à la différence que leur largeur est augmentée de 3,20 mètres par rapport aux précédents navires, ce qui permet une capacité de roulage supérieure de 20%, portant celle-ci à 191 remorques et 184 véhicules. Si capacité passagère est revue à la baisse avec un total de 643 personnes, les installations leur étant dédiée voient toutefois leur surface multipliée par 1,5. Les intérieurs sont conçus à la manière d'un hôtel en bord de mer et, de ce fait, plus confortables qu'à l'accoutumée. Sur le plan technique, ces navires sont équipés de différents systèmes sophistiqués permettant de réduire leur consommation et leurs empreintes carbone. 
L‘Izumi est mis sur cale à Shimonoseki le 17 mars 2014 et lancé le 31 juillet suivant. Son baptême est célébré en présence de l'actrice japonaise Yumiko Shaku qui est précédemment apparue dans des publicités de l'armateur. Après cinq mois et demi de finitions, l‘Izumi est livré à Hankyu Ferry le 15 janvier 2015.

### Service
L‘Izumi commence sa carrière le 22 janvier 2015 entre Ōsaka et Kitakyūshū. Il est rejoint quatre mois plus tard par son jumeau le Hibiki. Les deux navires seront élus « navires de l'année 2015 » par une revue maritime japonaise.
Durant son arrêt technique effectué du 13 juillet à la mi-août 2020 aux chantiers qui l'ont vu naître, le navire se voit équipé d'un système d'épuration de fumée, communément appelés scrubbers, visant à réduire ses émissions de soufre. L'installation du dispositif entraîne alors la modification de sa cheminée qui se voit adjoindre un bloc contenant la machinerie nécessaire.

## Aménagements
L‘Izumi possède 8 ponts. Si le navire s'étend en réalité sur 10 ponts, deux d'entre eux sont inexistants au niveau des garages afin de permettre au navire de transporter du fret. Les locaux passagers occupent les ponts 5, 6 et 7 tandis que l'équipage loge à l'avant du pont 7, et l'arrière du pont 6. Les garages se situent sur les ponts 1, 2, 3, 4 ainsi qu'à l'arrière du pont 5.

### Locaux communs
Les aménagements de l‘Izumi se composent essentiellement d'un restaurant situé au pont 6 au milieu du navire ainsi que d'un fumoir dans un petit salon à l'avant, des promenades intérieures, une grande terrasse extérieure sur le pont 7 et des installations dédiées au divertissement sur le pont 5 telles qu'un karaoké, une salle d'arcade et une salle de jeux pour enfants. Le navire est également équipé sur le pont 7 de deux bains publics traditionnels japonais avec vue sur la mer (appelés sentō), l'un pour les hommes à tribord, l'autre pour les femmes à bâbord, ainsi qu'une une boutique sur le pont 5.

### Cabines
À bord de l‘Izumi, les cabines sont situées à l'avant des ponts 5, 6 et 7. Ainsi, le navire est équipé de deux suites Royales d'une capacité de deux personnes, vingt suites classiques d'une capacité de deux personnes, 29 cabines Deluxe à trois et quatre à quatre de style japonais et occidental ainsi que six cabines à trois de style japonais, 20 cabines à quatre de style occidental. Le navire comporte aussi douze dortoirs à 16 places, dont deux réservés aux femmes, six dortoirs de style japonais d'une capacité de 14 personnes ainsi que 28 cabines individuelles.

## Caractéristiques
L‘Izumi mesure 195 mètres de long pour 29,60 mètres de large, son tonnage est de 15 897 UMS (ce qui n'est pas exact, le tonnage des car-ferries japonais étant défini sur des critères différents). Il peut embarquer 643 passagers et possède un spacieux garage pouvant embarquer 191 remorques et 184 véhicules. Le garage est accessible par l'arrière au moyen d'une porte rampe axiale mais aussi par l'avant. La propulsion de l‘Izumi est assurée par deux moteurs diesel Wärtsilä 12V38C développant une puissance de 17 400 kW entrainant deux hélices à pas variables Nakashima XL-135EP faisant filer le bâtiment à une vitesse de 23,5 nœuds. Il est aussi doté de deux propulseurs d'étrave ainsi qu'un stabilisateur anti-roulis. Les dispositifs de sécurité sont essentiellement composés de radeaux de sauvetage mais aussi d'une embarcation semi-rigide de secours. Depuis 2020, l‘Izumi est équipé de scrubbers, dispositif d'épuration des gaz d'échappement, au niveau de sa cheminée.

## Lignes desservies
Depuis sa mise en service, l‘Izumi est affecté principalement entre Ōsaka et Kitakyūshū qu'il effectue en traversée de nuit. 